# Rivera Ciudadeja
La rivera Ciudadeja, también llamado en algunas fuentes arroyo Ciudadeja, es un río del suroeste de la península ibérica perteneciente a la cuenca hidrográfica del Guadalquivir, que discurre en su totalidad por el territorio del nordeste de la provincia de Sevilla (España). 

## Curso
La rivera Ciudadeja nace en Sierra Morena, en el término municipal de Alanís. Realiza un recorrido en dirección noroeste-sudeste a lo largo de unos 28 km, discurriendo paralelo al río Retortillo - del que es afluente - a través de los términos de Constantina y Las Navas de la Concepción. Desemboca en el embalse del Retortillo, en el término de La Puebla de los Infantes. La totalidad de su cauce está dentro del parque natural de la Sierra Norte de Sevilla. 

## Flora y fauna
Los bosques de galería de la rivera Ciudadeja destacan por su buen estado de conservación. En estos bosques riparios las formaciones arbóreas dominantes son las alisedas (Alnus glutinosa), olmedas (Ulmus minor), fresnedas (Fraxinus angustifolia), alamedas (Populus alba) y choperas (Populus nigra).